# Ардатка
Арда́тка — вымышленный персонаж, якобы бывший проводником царя Ивана Грозного в 1552 году во время его третьего казанского похода.
Согласно народной легенде, мордвин Ардатка вместе с братьями Кужендеем, Ризадеем и Торшей (Тоторшей, Таторшей) помогли продвижению заблудившегося русского войска во время его перехода от села Сакон к реке Ирже. Братья провели войско через дремучие леса к Арзамасу и показали направление дальнейшего пути на Казань. За это царь якобы пожаловал братьям часть местных земель, на которых были основаны селения Ардатов (ныне — рабочий посёлок, центр одноимённого района Нижегородской области), Кужендеево, Ризадеево и Тоторшево (ныне — сёла в том же районе). Архивные данные не подтверждают существование такого персонажа и эту историю, хотя мордовское дохристианское имя Ордат (или Ардат) действительно существует.